# Franci Brinc
Franci Brinc, slovenski pravnik, kriminolog in penolog, * 8. april 1935
Diplomiral je 1967, magistriral 1976 in doktoriral 1980 na Pravni fakulteti Univerze v Ljubljani. V letih 1971 in 1976 je bil na strokovnem usposabljanju v Franciji. Med leti 1974 do 1996 je bil raziskovalec - znanstveni svetnik na Inštitutu za kriminologijo pri Pravni fakulteti v Ljubljani. 
Bil je izredni profesor za kriminologijo na Pedagoški fakulteti Univerze v Ljubljani.